# Republik Texas
Die Republik Texas war ein teilsouveräner Staat in Nordamerika zwischen den Vereinigten Staaten und Mexiko, der von 1836 bis 1845 unter dem Schutz der USA bestand. Der Staat entstand nach dem Texanischen Unabhängigkeitskrieg.

## Lage
Die Republik Texas hatte eine Fläche, die den heutigen US-Bundesstaat Texas sowie Teile der heutigen Bundesstaaten New Mexico, Oklahoma, Kansas, Colorado und Wyoming umfasste, basierend auf dem Vertrag von Velasco. Die östliche Grenze zu den Vereinigten Staaten war durch den Adams-Onís-Vertrag zwischen den Vereinigten Staaten und Spanien 1819 festgelegt worden. Die südliche und die westliche Grenze mit Mexiko war umstritten. Texas betrachtete als gemeinsame Grenze den Rio Grande und Mexiko den Nueces River.

## Geschichte
Texas und das angrenzende Coahuila waren in der spanischen Kolononialzeit Teil des Vizekönigreichs Neuspanien. Der mexikanische Bundesstaat Coahuila y Texas entstand nach dem Mexikanischen Unabhängigkeitskrieg 1824.
Die Unabhängigkeit von Mexiko wurde von in Texas lebenden US-Amerikanern vorangetrieben. Die erste provisorische Regierung von Texas wurde in San Felipe de Austin am 7. November 1835 gebildet. Die erste Unabhängigkeitserklärung wurde in Goliad am 20. Dezember 1835 unterzeichnet. Die Konvention von 1836 wurde in Washington-on-the-Brazos mit Richard Ellis als Vorsitzendem verabschiedet und die Unabhängigkeitserklärung von Texas trat am 2. März 1836 in Kraft, womit die Republik Texas geschaffen war.
Vier Tage später endete die dreizehntägige Belagerung von Alamo, als die Streitkräfte des mexikanischen Generals Antonio López de Santa Anna nach hohen Verlusten die oft genannten 183 (aber möglicherweise bis zu 257) Verteidiger des Alamo besiegten. Der Alamo stand außerhalb der damals kleinen Stadt und wurde später das Zentrum der Stadt San Antonio. Remember the Alamo! (Denkt an Alamo) wurde der bekannte Schlachtruf der texanischen Revolution, tatsächlich aber lautete er „Remember the Alamo, Remember Goliad“ (Denkt an Alamo, denkt an Goliad). In Goliad ließ Santa Anna Oberst James Fannin und 341 seiner Leute, die in der Schlacht bei Coleto kapituliert hatten, eine Meile außerhalb der Stadt hinrichten.
Die Schlacht von San Jacinto wurde am 21. April 1836 nahe der heutigen Stadt Houston ausgefochten. Unter General Santa Annas Kommando standen 1.600 Mann, von denen mehr als 600 im Kampf fielen. Der Rest wurde von den 800 Mann unter General Sam Houston bei neun eigenen Verlusten gefangen genommen. Houston wurde verwundet und verlor die Kontrolle über seine Truppen, die, erbost über Alamo und Goliad, keine Gnade zeigten. Houston aber verschonte Santa Annas Leben und zwang ihn, seinen verbliebenen beiden Armeen den Rückzug aus Texas zu befehlen. Das Resultat dieser entscheidenden Schlacht war die Unabhängigkeit Texas’ von Mexiko.

Republik Texas – die Grenzen der heutigen US-Bundesstaaten sind mit den Grenzen von 1836–1845 überlagert.

Nach der Schlacht von San Jacinto wurde Sam Houston zum Präsidenten der neuen Republik gewählt. Der Erste Kongress der Republik Texas tagte im Oktober 1836 in Columbia (heute West Columbia).
1836 dienten fünf Orte als vorübergehende Hauptstädte von Texas, beginnend mit Velasco (heute Freeport), ebenso Washington-on-the-Brazos, Harrisburg, Galveston und das damalige Columbia, bevor Sam Houston die Hauptstadt 1837 nach Houston verlegte. 1839 wurde die Hauptstadt nach Austin verlegt.
Die innere Politik der Republik basierte auf dem Konflikt zwischen zwei Fraktionen. Die Nationalisten, angeführt von Mirabeau B. Lamar, plädierten für eine fortdauernde Unabhängigkeit Texas’, Vertreibung der Indianer und die Ausweitung Texas’ bis zum Pazifik. Ihre Gegner, angeführt durch Sam Houston, befürworteten den Anschluss an die Vereinigten Staaten und friedliche Koexistenz mit den Indianern.
Die Republik wurde von den Vereinigten Staaten, Frankreich, dem Vereinigten Königreich, den Niederlanden und der Republik Yucatán diplomatisch anerkannt. Erster Präsident der unabhängigen Nation und Republik Texas wurde der General Sam Houston. Mit Unterbrechung war er es bis kurz vor dem Zusammenschluss mit den USA. Von 1856 bis 1861 war Houston Gouverneur des US-Bundesstaates. Stephen F. Austin, bekannt als der „Vater von Texas“, wurde Außenminister seines Staates, starb aber bereits zwei Monate nach seinem Amtsantritt an einem Lungenleiden.
Texas betrachtete nach dem von General Santa Anna unterschriebenen Vertrag von Valesco vom Mai 1836 den Rio Grande als seine südliche und westliche Grenze. Als Santa Anna nach Mexiko zurückgekehrt war, wies der mexikanische Kongress den Vertrag als ungültig zurück und weigerte sich, die Existenz der Republik Texas anzuerkennen. Texas versuchte von Mexiko als unabhängiger Staat anerkannt zu werden und bot als territoriales Zugeständnis den Nueces River als Grenze an, aber ohne Erfolg. Die Briten versuchten zu vermitteln, aber die mexikanische Regierung blieb hart. 1845 stimmten die Vereinigten Staaten der Wahrung des Rio Grande als Grenze zu, falls Texas ihnen als Staat beitreten würde. Mexiko drohte mit Krieg, falls dieser Schritt getan würde.
In Texas selbst aber verlangte die Mehrheit den Anschluss an die Vereinigten Staaten. Das Land wurde darauf am 19. Februar 1845 von den USA annektiert, der US-Kongress billigte dies nachträglich am 1. März 1845. Die förmliche Aufnahme in den Staatenbund erfolgte am 29. Dezember 1845. Hierüber entbrannte 1846 der Mexikanisch-Amerikanische Krieg, der am 2. Februar 1848 mit dem Vertrag von Guadalupe Hidalgo endete. Mexiko verzichtete auf seine Ansprüche auf Texas und das Gebiet zwischen Rio Grande und Nueces River, doch schlug die Regierung der USA durch Beschluss vom 7. September 1850 einen Teil dieses Gebiets New Mexico zu, das inzwischen als Territorium an die Union angegliedert worden war. Texas erhielt hierfür eine Entschädigung von 10 Millionen Dollar.

## Präsidenten und Vizepräsidenten
| von               | bis               | Präsident                 | Vizepräsident               |
| ----------------- | ----------------- | ------------------------- | --------------------------- |
| 16. März 1836     | 22. Oktober 1836  | David G. Burnet (interim) | Lorenzo de Zavala (interim) |
| 22. Oktober 1836  | 10. Dezember 1838 | Sam Houston               | Mirabeau B. Lamar           |
| 10. Dezember 1838 | 13. Dezember 1841 | Mirabeau B. Lamar         | David G. Burnet             |
| 13. Dezember 1841 | 9. Dezember 1844  | Sam Houston               | Edward Burleson             |
| 9. Dezember 1844  | 29. Dezember 1845 | Anson Jones               | Kenneth L. Anderson         |

## Persönlichkeiten der Republik

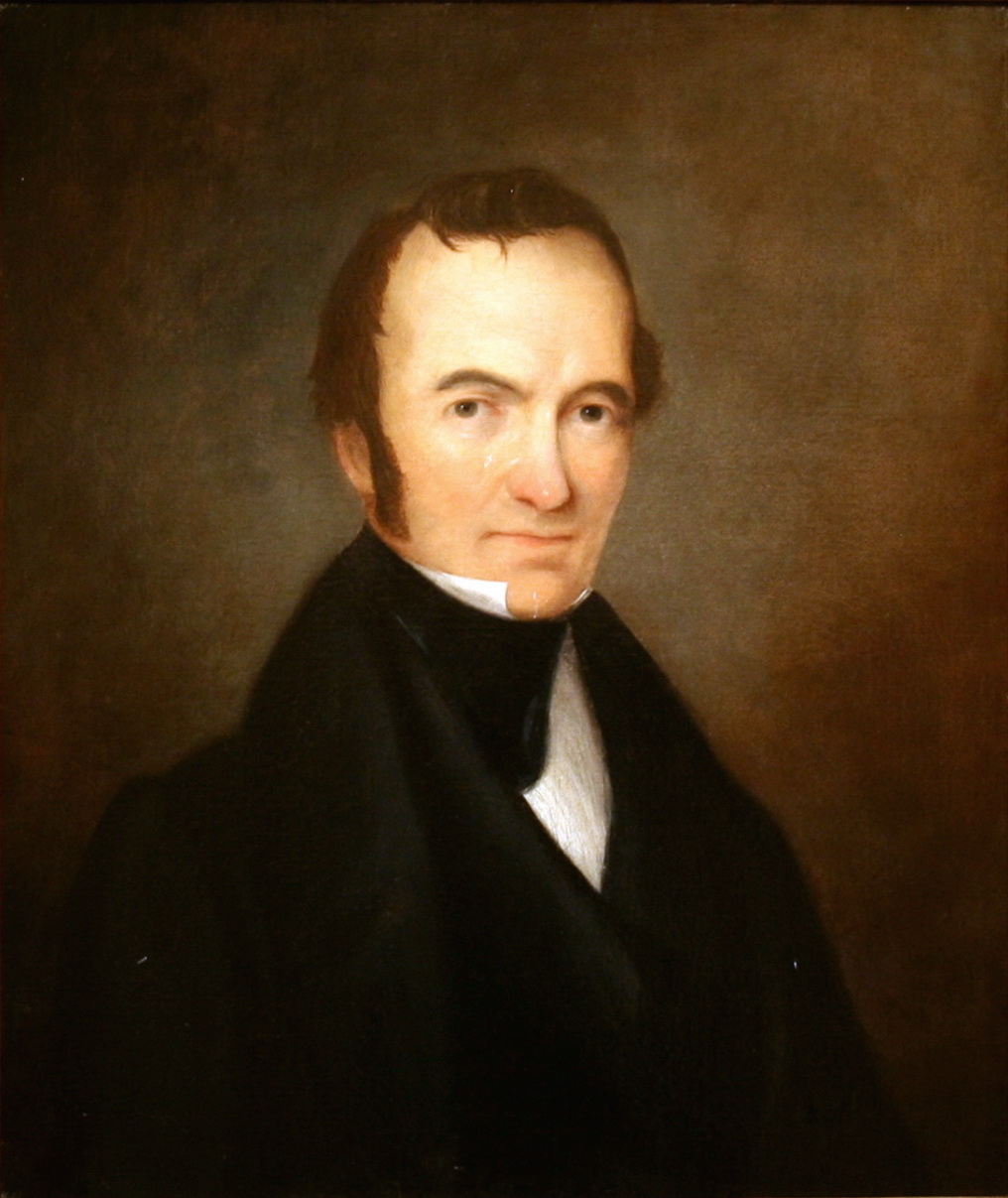
Stephen F. Austin, bekannt als der „Vater von Texas“

| - Stephen F. Austin - Barnard E. Bee - John Birdsall - Jim Bowie - Edward Burleson - David G. Burnet - Louis P. Cooke - Davy Crockett - Green DeWitt - Lorenzo de Zavala - J. Pinckney Henderson - Sam Houston - Robert A. Irion - Albert Sidney Johnston - Anson Jones | - Samuel A. Maverick - Mary Maverick - Mirabeau B. Lamar - José Antonio Navarro - James C. Neill - William Beck Ochiltree - Thomas Jefferson Rusk - Juan Seguin - Ashbel Smith - George Whitfield Terrell - William B. Travis - Isaac Van Zandt - Edwin Waller - James Webb - William H. Wharton |